# Codeigniter
Codeigniter är ett webbapplikationsramverk med öppen källkod ämnat för att bygga dynamiska webbapplikationer med scriptspråket PHP. Genom att tillhandahålla ett brett sortiment av bibliotek med de vanligaste tänkbara funktionerna, ett enkelt gränssnitt och en logisk struktur för att komma åt dem låter ramverket utvecklare skriva applikationer mycket snabbare. Den 28 februari 2006 släpptes den första versionen för allmänheten.

## Egenskaper
Precis som Ruby on Rails tillåter CodeIgniter användaren att skicka information till och från en databas med hjälp av så kallade Active Record och är byggt för att använda Model-View-Controller-designmönstret.
- Kompatibel med PHP 7.3 eller nyare
- Ytterst Lightweight
- Stöder flera databasplattformar
- Form- och datavalidation
- Säkerhet och XSS-filtrering
- Sessionshantering
- E-postsändningsklass. Stöder Bilagor, HTML/Text-e-post, multipla protokoll (sendmail, SMTP och Mail) m.m.
- Bildmanipuleringsbibliotek (klippning, storleksändring, rotering m.m). Stöder GD, ImageMagick och NetPBM.
- Filuppladdningsklass
- FTP-klass
- Lokalisering
- Pagination
- Datakryptering
- Benchmarking
- Full Page Caching
- Felloggning
- Application Profiling
- Scaffolding
- Calendaring Class
- User Agent Class
- Zip Encoding Class
- Template Engine Class
- Trackback Class
- XML-RPC Library
- Unit Testing Class
- Search-engine Friendly URL:s
- Flexible URI Routing
- Support for Hooks, Class Extensions, and Plugins
- Large library of "helper" functions